# Krigslist
En krigslist, franska ruse de guerre, är en militär aktion för att förleda fienden från att skaffa en taktisk eller strategisk fördel.
Krigslist är egentligen varje åtgärd, genom vilken man söker vilseleda fienden i fråga om sina egna avsikter, såsom alla slags skenrörelser och skenanfall, Överfall, bakhåll, alarmeringar, utspridande av falska underrättelser och dylikt, men vanligen inskränker man begreppet till en del mindre finter.
En vanlig krigslist är att använda attrapper av krigsmateriel för att antingen dra till sig, eller avskräcka från, en fientlig attack. En annan är att sprida falska underrättelser i form av order eller rapporter.
Förrädiskt förfarande, det vill säga att använda våld medan man är maskerad som sårad eller fredlig, är förbjudet enligt krigets lagar och räknas inte som en egentlig krigslist.
Falsk flagg, det vill säga bärande av en främmande makts flaggor, uniformer eller andra kännetecken, är en kontroversiell krigslist.
De olika slagen av krigslist (grekiska strategemata) spelade en stor roll i forntidens krigföring och studerades mycket noga. De är förenliga med folkrätten, så länge svek inte ingår i dem. Att begagna sig av motståndarens signaler, att till honom befordra falska underrättelser, att muta hans spioner och så vidare är sålunda berättigat, däremot innebär det svek att begära vapenvila och genom överraskning bryta den, att ge tecken att man ville ge sig fången och sedan helt plötsligt ändra uppsyn, att uppträda fientligt och när fara hotar, avkasta krigsmans kännetecken för att fortsätta striden i smyg, att söka skydd för personer eller för krigsmateriel under Genévekonventionens flagga och så vidare.